# Kalsoy
Kalsoy (dansk Kalsø) er en færøsk ø i regionen Norderøerne. Kalsoys vestkyst er stejl og utilgængelig, så bygderne findes på den lavere og mere beskyttede østkyst: Syðradalur, Húsar, Mikladalur og Trøllanes. Bygden Blankaskáli i syd blev ødelagt af et fjeldskred i 1812 og har ikke været beboet siden. Øen har status som Útoyggjar (ydreøerne) som er et begreb der bruges til at beskrive Færøernes ydre periferi. Kalsoy betyder "mands-ø", og det svarer til naboøen mod øst Kunoy "kvinde-ø".
Húsar blev en selvstændig kommune i 1931. Kommunen omfatter bygderne Húsar og Syðradalur på den sydlige del af Kalsoy. Mikladalur var indtil 2005, sammen med Trøllanes en selvstændig kommune, og er nu en del af Klaksvíkar kommuna.
Bilfærgen "Sam" sejler fra Klaksvík til Syðradalur flere gange daglig. Ankommer man uden bil til Kalsoy er der busrute fra færgehavnen til Húsar, Mikladalur og Trøllanes.
En særlig attraktion er fyrtårnet på Kalsoys nordspids. Herfra har man en enestående udsigt til Kunoy og Viðoys fjelde. Man kan gå tilbage over fjeldet. Husk en lommelygte, hvis man vil benytte tunnellerne.

## Historie
Bygderne Mikladalur og Húsar er begge første gang nævnt skriftlig i Hundebrevet fra slutningen af 1300-tallet. Senere blev Blankskáli og Trøllanes nævnt i 1584, men grundet de særdeles gode forhold for korndyrkning i Blankskáli er det formodet, at denne er øens ældste bygd. Syðradalur skal have været beboet i 1600-tallet, men blev senere affolket af uvis årsag.
Det siges, at der blev udkæmpet et slag mellem Sverre Sigurdssons søn, Erling, og Inge Bårdssons mænd i Mikladalur. Baggrunden for dette skal have været Erlings forsøg på at underlægge sig Færøerne, og Inge Bårdsson modsatte sig dette og benyttede samtidig anledningen til at opkræve skat på øerne. I slaget i Mikladalur gik Erling af med sejren, men led senere nederlag ved Skálafjørður.
I 1801 boede der 29 personer i Blankskáli, men bygden blev ramt af et skred i 1809. Til trods for, at det ikke gjorde stor skade, bestemte samtlige bygdens indbyggere sig for at flytte. Derfor blev Syðradalur igen bosat fra 1812, og inden 1816 var Blankskáli helt fraflyttet.

## Geografi
Øens navn kommer fra færøsk kallur ("mand") og oy ("ø"), og modsvarer dermed naboøen Kunoy, "Kvindeø". Navnene kommer fra henholdsvis Kallurin og Konan, som er de to øers nordligste klipper. Dele af Kallurin har imidlertid styrtet ud i havet for længe siden.
De fire bygder på Kalsoy er Trøllanes, Mikladalur, Húsar og Syðradalur. Den femte bygd på Kalsoy, Blankskáli, har været forladt siden 1816, og ligger på sydøstkysten.
Vestkysten er brat og utilgængelig, og består delvis af fuglefjelde. Af ville landpattedyr på øen finder man hare, men hverken Mus eller rotter, til trods for at sidstnævnte findes på alle naboøerne.
Trøllanes og Mikladalur dannede Mikladals kommuna indtil 1. januar 2005, da denne blev indlemmet i Klaksvíkar kommuna.
Húsar og Syðradalur dannede Húsa kommuna, som 1. januar 2017 blev en del af Klaksvíkar kommuna.
- Blankaskáli var en bygd på Kalsoys sydlige vestkyst overfor Leirvík på naboøen Eysturoy. Den lå i læ af de høje fjelde, og er sandsynligvis øens første bebyggelse. Siden 1584 var der fire huse, og 1801 havde bygden 29 indbyggere. I 1809 kom der en snelavine, som ikke anrettede nogen nævneværdig skade, men det førte til at beboerne grundlagde Syðradalur på øens mere beskyttede østside. Fra Leirvík kan man også i nutiden se ruinerne og de tidligere kultiverede marker. Fra Syðradalur er det mulig via en sværere fjeldvandring at nå den forladte bygd.
- Syðradalur, er øens sydligste bygd på østsiden af Kalsoy. Bygden var beboet i 1600-tallet, men blev af ukendte årsager igen forladt. Det nuværende Syðradalur blev grundlagt i 1812 af beboere fra bygden Blankaskáli på vestsiden af øen. De fraflyttede deres gamle bygd, fordi den blev delvis ødelagt af et fjeld og sneskred.
- Húsar er Húsa kommunas administrationscenter. Húsar blev første gang nævnt i Hundebrevet fra slutningen af 1300-tallet, og er dermed øens ældste bygd.
- Mikladalur er Kalsoys største bygd og ligger på østkysten nord for Kunoy bygd på Kunoy. Der er tunnelforbindelse med Húsar i syd og Trøllanes i nord. Den 2.248 m lange tunnel til Trøllanes blev indviet 1985. Den tidligere landingsplads (havnen) har stadig et delvist bevaret hejseværk, der transporterede landingsgodset op til bygden, før tunnellerne og den nuværende færgehavn ved Syðradalur blev anlagt
- Trøllanes var indtil 1985 isoleret, da den var vanskeligt tilgængelig både fra land og fra havet. Fra bygden kan man vandre ud til Kalsoys nordligste punkt. Her ligger der et fyr, og herfra har man en enestående udsigt til Kunoy med Kunoyarnakkur og videre til Viðoy med Kap Enniberg. I nærheden af fyret ved Kalvík befinder der sig en af Færøernes største kolonier af Rider: Se Ride og Færøernes fugle

### Politik
Kommunestyret i Húsa kommuna har tre medlemmer, og ved kommunevalget i 2008 blev alle valgt som uafhængige uden nogen valglister. Ved samme valg blev det ikke valgt nogen fra Kalsoy til byrådet i Klaksvíkar kommuna. Etter reformen hvor de gamle valgkredse, deriblandt Norðoyar, bortfaldt fra og med Lagtingsvalget 2008, blev også øens indflydelse på landsplan svækket. Magni Garðalíð blev valgt til kommunalbestyrelsen i Húsa kommuna første gang i 2004, da Bjørn Kalsø ikke stillede op til genvalg. Garðalíð var borgermester fra 1. januar 2005 til 2009 og igen fra 2012.
I Mikladalur stemte man på politikere fra Klaksvík.

## Samfærdsel
Tunnelsystemet fra 1985 gør fremkommeligheden på øen væsentlig enklere, men efter som der ikke er direkte vejforbindelse til nogen af naboøerne, og man således fortsat er afhængig af færge, defineres Kalsoy fortsat som en af Útoyggjar. Grundet øens aflange form og alle ni tunnelåbninger kaldes øen i folkemunde "blokfløjten".

### Tunnellerne
Øen er 18 km lang, og kun 1-3 km bred. I dag hedder øen blandt færingerne populært Blokfloytan blokfløjten på grund af dens 5 tunneller med deres huller hen ad den 12 km lange vej. Dertil kommer øens aflange form. Tunnellernes data er følgende:
- Villingadalstunnilin blev anlagt i 1979, er 1.193 meter lang og forbinder Húsar med Mikladalur
- Mikladalstunnilin blev anlagt i 1980, er 1.082 meter lang og forbinder Húsar med Mikladalur
- Ritudalstunnilin blev anlagt i 1980, er 683 meter lang og forbinder Húsar med Mikladalur
- Teymur í Djúpadal blev anlagt i 1985 og er 220 meter lang. Dette er en stiktunnel fra cirka midten af Trøllanestunnilin til den ubeboede Djúpadal
- Trøllanestunnilin blev anlagt i 1985 og er 2.248 lang og forbinder Mikladalur og Trøllanes

### Færgeforbindelse
Færgeforbindelsen mellem Syðradalur og Klaksvík trafikeres af bilfærgen «Sam» 6–9 gange daglig.

### Busforbindelse
Der er busafgange fra Syðradalur og helt ud til Trøllanes, med stop ved hver bygd, 2–4 gange daglig. Bestilling af plads på bussen skal dog gøres på forhånd per telefon.

## Kendte personer fra Kalsoy
- Hans Jákup Glerfoss (1937–), forfatter
- Bjørn Kalsø (1966–), politiker (SB)
- Hans í Mikladali (1920–1970), maler

## Galleri
- Syðradalur
- Húsar Kirke
- Mikladalur
- Trøllanes
- Kallur Fyr nordvest for Trøllanes